# Socket TR4
Zócalo TR4, nombre abreviado para el zócalo Threadripper 4, también conocido como zócalo SP3r2, es un Zócalo de CPU del tipo Land Grid Array (LGA) diseñado por AMD para sus procesadores de escritorio Ryzen Threadripper  basados en la arquitectura Zen, lanzados el 10 de agosto de 2017 para plataformas de alto rendimiento y estaciones de trabajo. Fue sucedido por el Socket sTRX4 para la tercera generación de procesadores de Ryzen Threadripper. 
TR4 es el segundo zócalo LGA de AMD para un producto a consumidores particulares, después de la efímera existencia del zócalo 1207 FX. Es físicamente idéntico, pero incompatible con el zócalo para procesadores de servidores SP3 y el zócalo sucesor del TR4, Socket sTRX4.
Mientras el zócalo SP3 no requiere un chipset, en su lugar utiliza un diseño del tipo System on a chip, el zócalo TR4 y su sucesor requieren un chipset para proveerles mejoras en funcionalidad. Para el zócalo TR4,utiliza el chipset X399, y soporta un total de 64 líneas PCI Express para configuraciones quad SLI/CrossFire. Las ranuras PCI Express ×16 son instaladas normalmente en la mayoría de las placas madres X399 como: ranura 1—×16, ranura 2—×8, ranura 3—×16, ranura 4—×8). Las Ranuras 2 y 4 usualmente comparten el ancho de banda con las ranuras M.2 (si son ocupadas). Las ranuras PCI Express ×8 cambiarán a velocidades de x4 si las ranuras M.2 están ocupadas.
El zócalo está fabricado por las empresas Foxconn y Lotes.